# EastEnders: E20
EastEnders: E20 es una serie británica, también conocida simplemente como "E20" que se retransmite por internet desde el 8 de enero del 2010, hasta ahora. EastEnders: E20 es un spinoff de la serie británica EastEnders. 
 
La serie se establece en Albert Square, una calle victoriana ubicada en la ciudad ficticia de Waldford, en East End en Londres. Fue creada por Diederick Santer y ha contado con la participación especial de actores de EastEnders como Steve McFadden, Perry Fenwick, Laurie Brett, Adam Woodyatt, Rita Simons, June Brown, Nina Wadia, Nitin Ganatra, Cheryl Fergison, Don Gilet, Rudolph Walker, Derek Martin, Laila Morse, Shona McGarty, Melissa Suffield, Himesh Patel, Linda Henry y Belinda Owusu.

## Historia
EastEnders: E20 sigue a un grupo de jóvenes que se mudan a Waldford y cómo estos se enfrentan y resuelven sus problemas personales, durante la primera temporada sigue a los jóvenes Ricky Norwood, Leon Small, Mercy Olubunmi y Zsa Zsa Carter, quienes se mudan al 89a George Street. Durante la segunda temporada se centró en los hermanos Asher y Sol Levi y en Stevie Dickinson y Naz Mehmet. 
Para la tercera temporada se centrará en Ava Bourne, Donnie Lester y en Faith Olubunmi, la hermana de Mercy. Junto a ellos aparecerá de forma recurrente Riley Lester, la hermana de Donnie, Richard, un trabajador social y Naz Mehmet y Sol Levi.

## Personajes principales[1]
| Actor            | Personaje      | Ocupación | N.º de episodios | Temporada |
| ---------------- | -------------- | --------- | ---------------- | --------- |
| Sophie Colquhoun | Ava Bourne     | -         | -                | 3         |
| Samuell Benta    | Donnie Lester  | -         | -                | 3         |
| Modupe Adeye     | Faith Olubunmi | -         | -                | 3         |

### Antiguos personajes principales
| Actor                 | Personaje             | Ocupación  | N.º de episodios | Temporada |
| --------------------- | --------------------- | ---------- | ---------------- | --------- |
| Ricky Norwood         | Arthur "Fatboy" Chubb | Estudiante | 13               | 1, 2, 3   |
| Emaa Hussen           | Naz Mehmet            | Estudiante | 10               | 2, 3      |
| Tosin Cole            | Sol Levi              | Estudiante | 10               | 2, 3      |
| Bunmi Mojekwu         | Mercy Olubunmi        | Estudiante | 13               | 1, 2      |
| Emer Kenny            | Zsa Zsa Carter        | Estudiante | 13               | 1, 2      |
| Sam Attwater          | Leon Small            | Estudiante | 13               | 1, 2      |
| Hesima Thompson       | Asher Levi            | Estudiante | 10               | 2         |
| Amanda Fairbank-Hynes | Steve Dickinson       | Estudiante | 10               | 2         |

### Personajes recurrentes
| Actor                    | Personaje           | Ocupación              | N.º de episodios | Temporadas |
| ------------------------ | ------------------- | ---------------------- | ---------------- | ---------- |
| Ellen Thomas             | Grace Olubunmi      | -                      | -                | 1, 3       |
| Eliza Newman             | Riley Lester        | -                      | -                | 3          |
| Sam Phillips             | Richard             | Trabajador Social      | -                | 3          |
| Rhiannon Harper-Rafferty | Warren              | Enfermera              | -                | 1, 2       |
| Sandra Yaw               | Caroline Levi       | -                      | -                | 2          |
| Nayeef Rashed            | Mr. Mehmet          | -                      | -                | 2          |
| Myriam Acharki           | Mrs. Mehmet         | -                      | -                | 2          |
| Joshua McGuire           | Olly Manthrope-Hall | -                      | -                | 2          |
| Andrew Watson            | Adams               | Oficial de Policía     | -                | 2          |
| Arabella Langley         | Araminta            | -                      | -                | 2          |
| Roxanne McKee            | Pippa               | -                      | -                | 2          |
| Hemi Yeroham             | Ekin Beg            | Taxista                | -                | 2          |
| Tony Adigun              | Skolla              | -                      | -                | 2          |
| DJ Ace                   | DJ Ace              | -                      | -                | 2          |
| Marlon Wallen            | Marlon Wallen       | -                      | -                | 2          |
| Damian Lynch             | Benjamin            | Ministro de la Iglesia | 6                | 1          |
| Paul Trussel             | Malcolm Small       | -                      | -                | 1          |
| Grant Davies             | Roberts             | Entrenador de Box      | -                | 1          |
| Steve North              | Andy                | -                      | -                | 1          |
| Marsha Henry             | Celia               | -                      | -                | 1          |

## Episodios
La primera temporada estuvo conformada por 12 episodios y duró del 8 de enero del 2010 hasta el 25 de enero del mismo año. La segunda temporada estuvo conformada por 10 episodios y se transmitió del 7 de septiembre del 2010 hasta el 7 de octubre del mismo año. La tercera temporada fue estrenada en el 2011.	

## Premios y nominaciones
| Año  | Categoría                 | Premio                    | Nominado (a)    | Resultado |
| ---- | ------------------------- | ------------------------- | --------------- | --------- |
| 2011 | Best Drama                | Webby Awards              | EastEnders: E20 | Ganó      |
| 2011 | Creative Innovation Award | Women in TV & Film Awards | Deborah Sathe   | Ganó      |

## Producción
La serie fue creada por Diederick Santer, como parte del aniversario número 25 de EastEnders y producida por Deborah Sathe, EastEnders: E20 es filmada en el mismo set que la exitosa serie EastEnders. La primera temporada fue comisionada por la ejecutiva Rosie Allimonos. Un remix del tema de EastEnders fue creado por el joven Carl Darling después de ganar un concurso y este se escucha al inicio de la serie.
La segunda temporada se anunció el 8 de abril del 2010 traída por Bryan Kirkwood, comisionada por Sarah Clay y escrita por Alex Oates. Durante la segunda temporada se pudieron ver temas relacionados al tráfico de drogas, la violencia y baile de calle.
El 27 de septiembre del 2010 se anunció que la serie había sido comisionada por la BBC Learning para una tercera temporada. La serie se centrará en temas relacionados con la vida personal y social de los personajes, la educación para la salud, intimidación y presión de compañeros.